# Palais de justice (Munich)

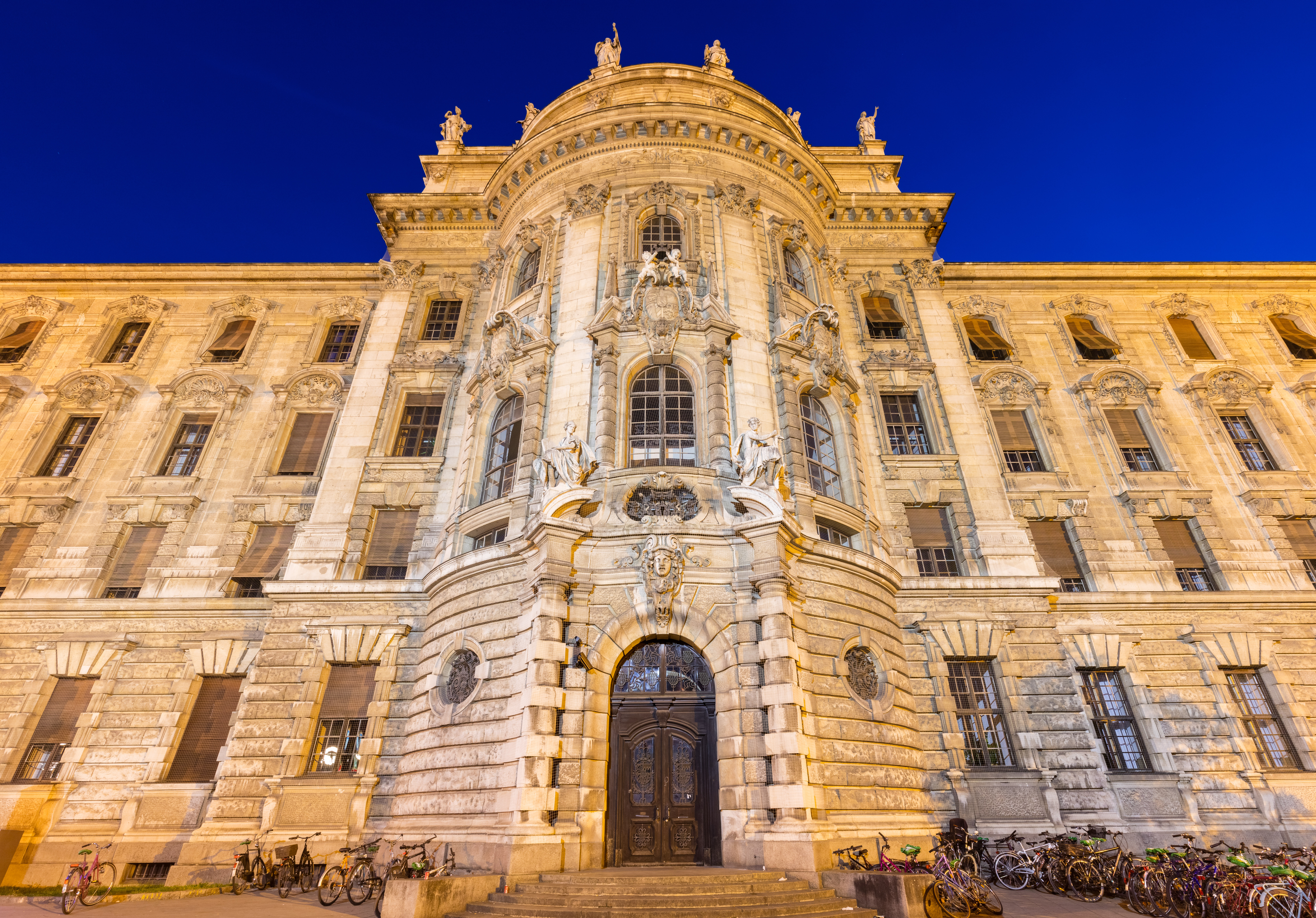
Façade

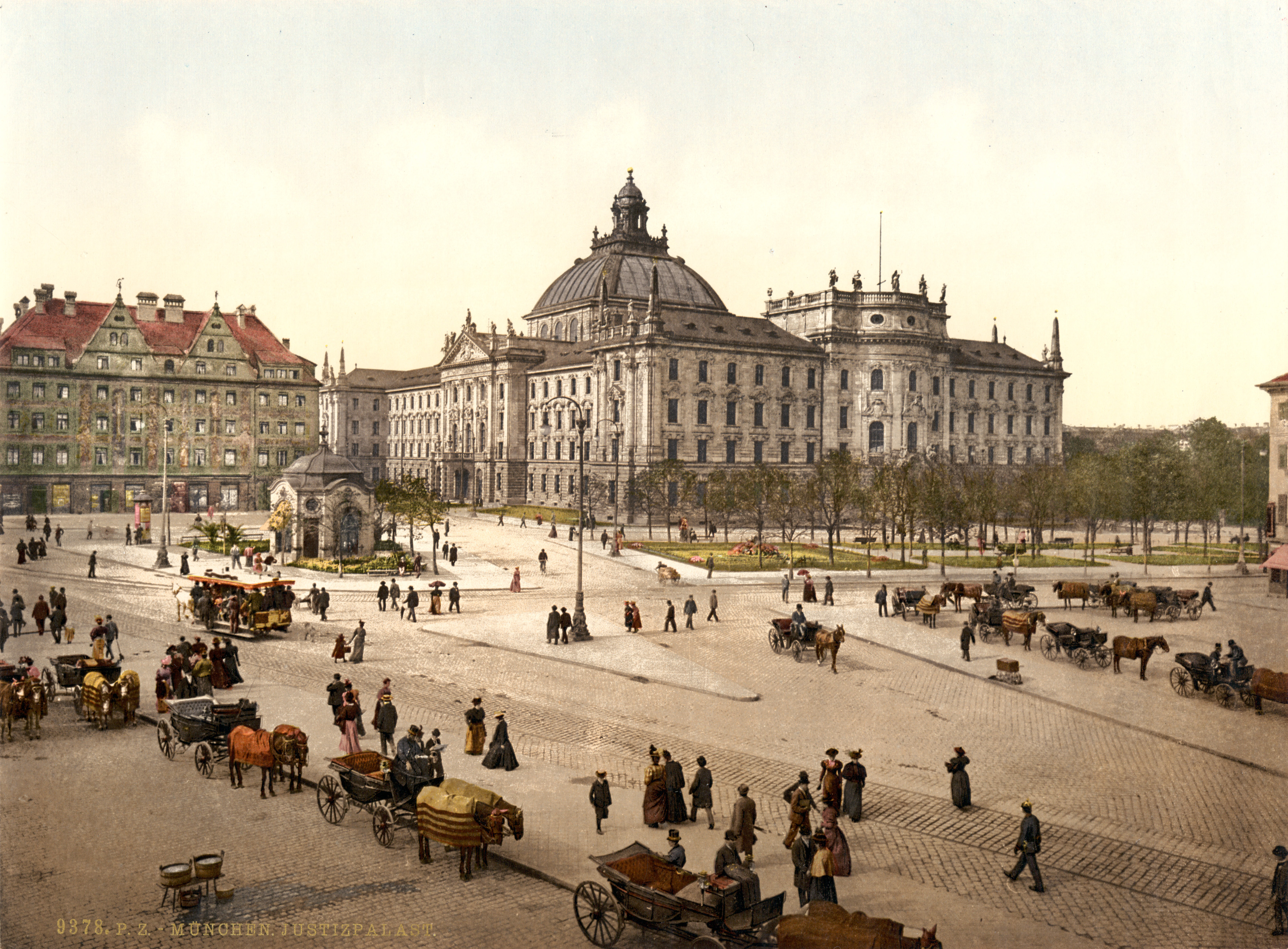
Carte postale du XIXe siècle

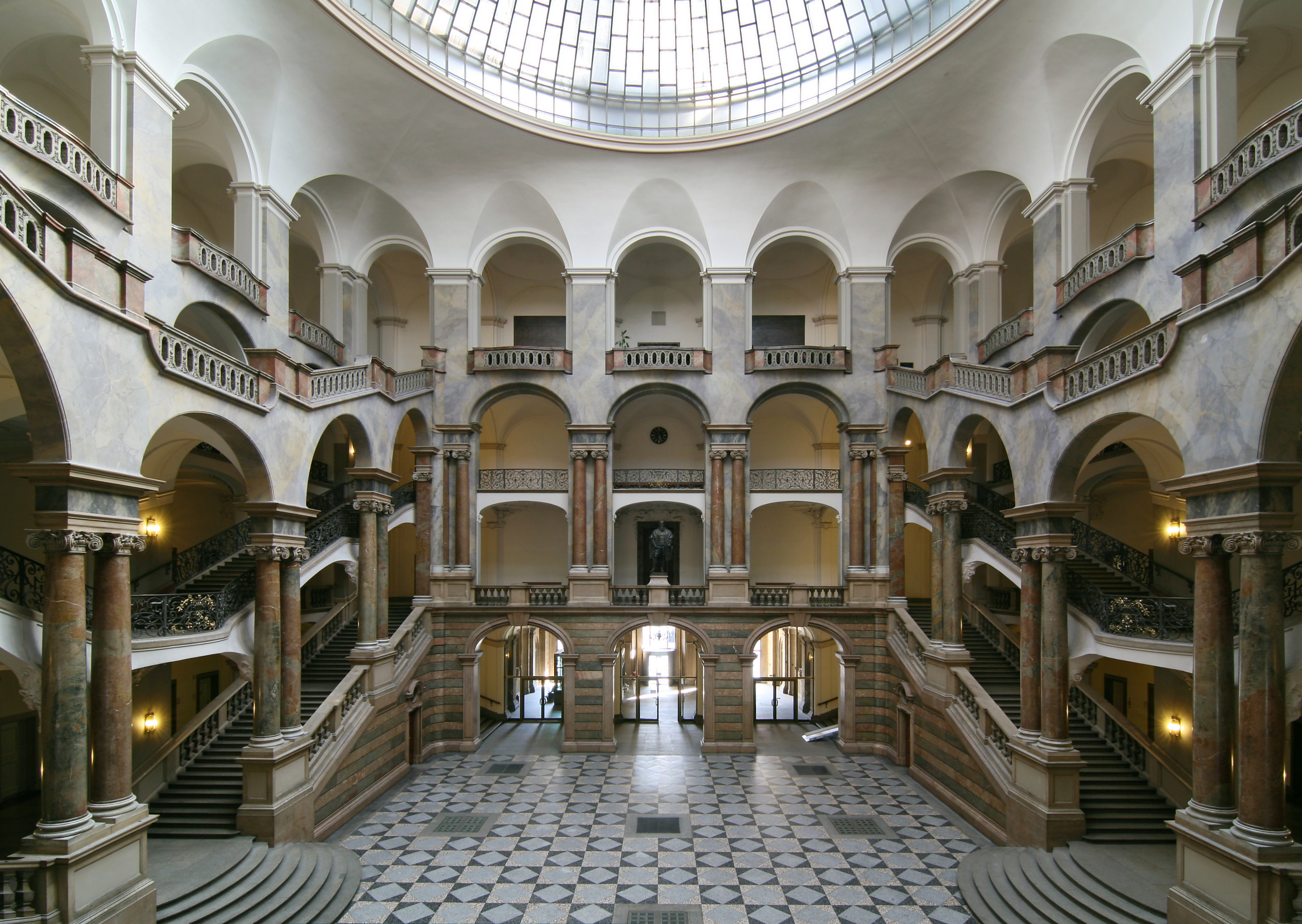
Salle des pas perdus et escalier

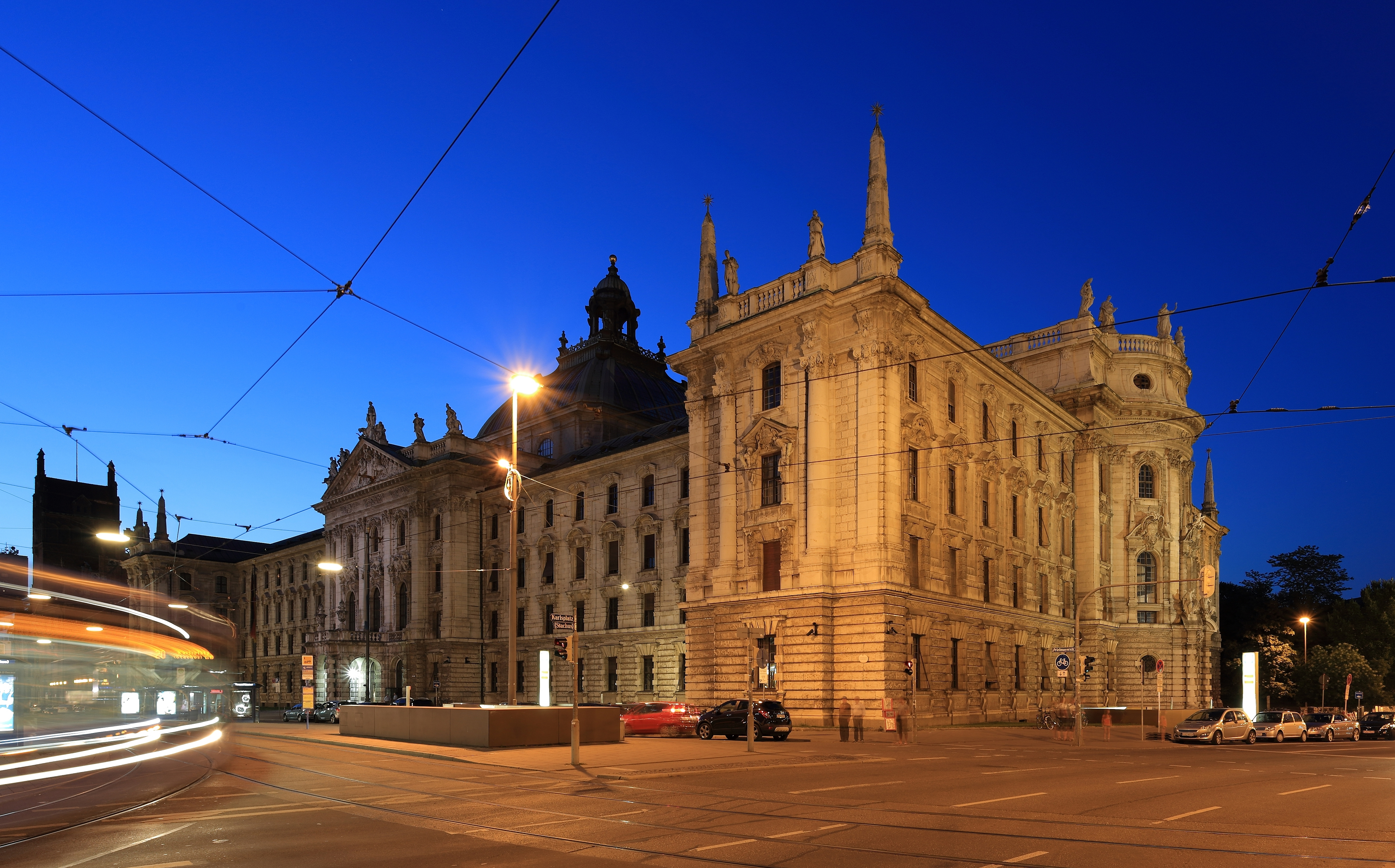
Au crépuscule

Le Palais de Justice de Munich (en allemand, Justizpalast München) est un ensemble de deux palais de justice et bâtiments administratifs de Munich. 

## Immeubles

### Ancien Palais de Justice
L'ancien palais de justice fut construit en pierre de 1890 à 1897 par l'architecte Friedrich von Thiersch dans un style néo-baroque du côté ouest de la Karlsplatz (Stachus). Le bâtiment du Gründerzeit est dominé par un dôme en verre central (67 mètres). Le bâtiment mesure 138 mètres de long et 80 mètres de profondeur. Le centre du bâtiment, conçu autour de deux cours, est le hall central de 19 m sur 29 m. La façade est fortement marquée par l'avant-corps central avec un front convexe et des obélisques surplombant les quatre côtés. 
Le Justizpalast abrite le Ministère de la justice bavarois et le tribunal du District I de Munich. 
Le tribunal populaire a condamné les membres de la Rose blanche dans le Justizpalast en 1943. La salle 253 est aujourd'hui un lieu commémoratif. En 1962, Vera Brühne et en 2014, le footballeur Uli Hoeneß ont été condamnés dans le Justizpalast.

### Nouveau Palais de Justice

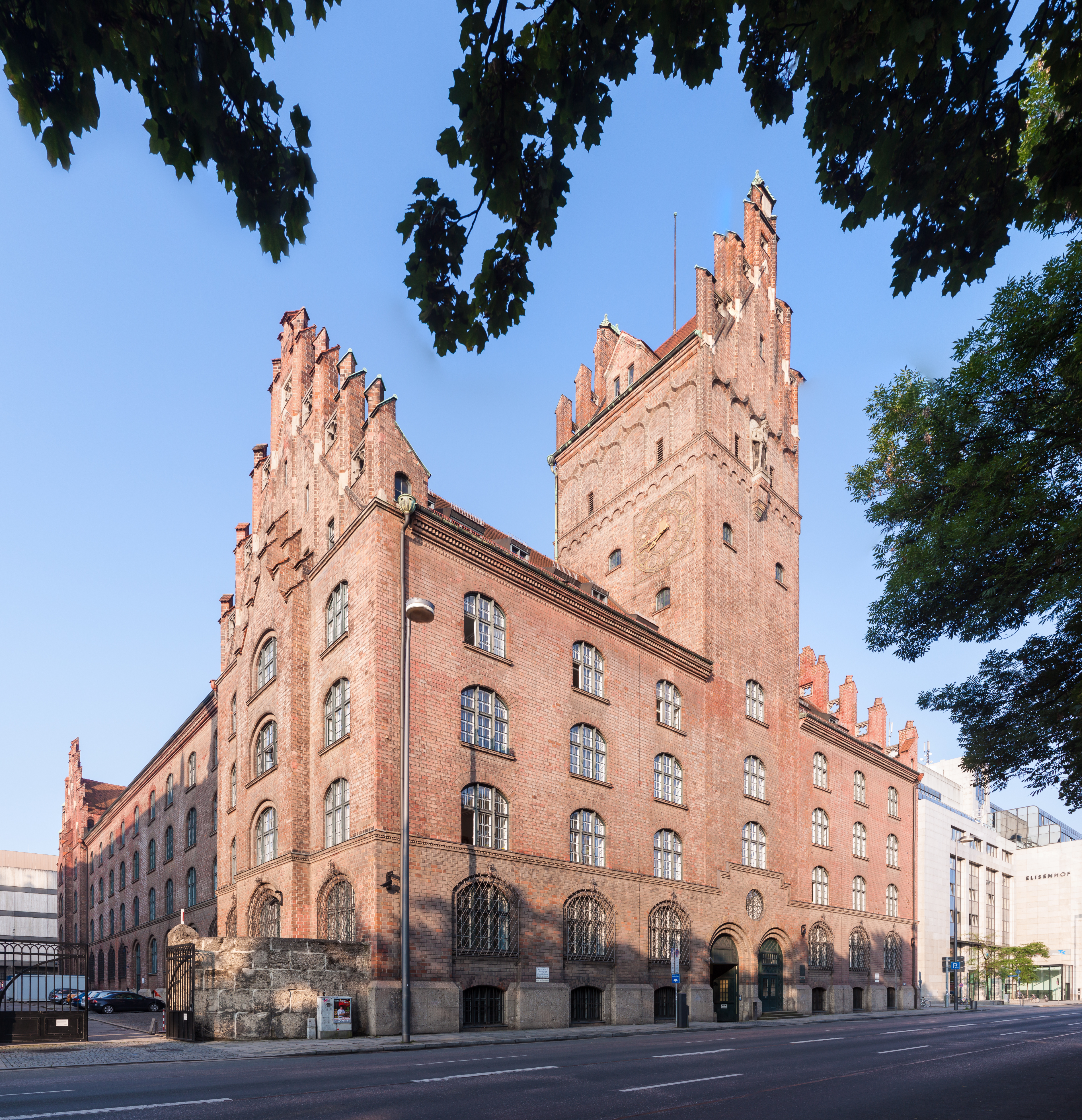
Nouveau Justizpalast

Rapidement l'immense bâtiment s'est avéré être trop petit, et Friedrich von Thiersch a construit en 1905 sur le côté ouest du bâtiment le Nouveau Palais de Justice. Cette fois, son bâtiment contraste fortement avec l'ancien Palais en pierre, celui ci étant en brique rouge de style néo-gothique et doté de deux tours. Il était jadis décoré de peintures murales de façade. Les façades d'extrémité sont marquées par de hauts pignons en gradins et les tours sont flanquées de pignons similaires. 
Le Nouveau Palais de Justice abrite la Cour constitutionnelle bavaroise et le tribunal régional supérieur . 